# Rhinella yanachaga
Rhinella yanachaga är en groddjursart som beskrevs av Lehr, Pramuk, Hedges och Jesús H. Córdova 2007. Rhinella yanachaga ingår i släktet Rhinella och familjen paddor. IUCN kategoriserar arten globalt som sårbar. Inga underarter finns listade i Catalogue of Life.